# مايك دروب
مايك دروب (بالإنجليزية: MIC Drop)‏ هي أغنية تم تسجيلها باللغتين الكورية واليابانية للفرقة الكورية الجنوبية بي تي أس. النسخة الأصلية الكورية تم تضمينها كأغنية جانبية من ألبوم بي تي اس المطوّل Love Yourself: Her في 2017 ثم تم إصدار ريمكس للأغنية لاحقاً مع الديجي الأمريكي ستيف أوكي. تم إصدار الريمكس كأغنية منفردة في 24 نوفمبر 2017 بواسطة بيغ هيت إنترتينمنت ومع تعاون للرابر الأمريكي ديزاينر كما تم إصدار الأغنية كأغنية منفردة في الولايات المتحدة الأمريكية. تم إصدار النسخة اليابانية من «مايك دروب» في 6 ديسمبر 2017 بواسطة تسجيلات ديف جام وتسجيلات فيرجن كجزء من الألبوم الياباني الثلاثي الذي تضمن أيضاّ النسخة اليابانية من أغنيتهم الأخرى DNA والأغنية اليابانية الأصلية Crystal Snow.
تم كتابة كلا النسختين الكورية واليابانية من قِبل بانغ شي هيوك، جيهوب، آرإم، بيدوغ و Supreme Boi وتولى بيدوغ إنتاج الأغنية بالكامل. كما تم كتابة ريمكس الأغنية بواسطة نفس الكُتّاب بالإضافة إلى ستيف أوكي، ديزاينر، تايلور باركس، Flowsik وشاي جيكوبز وتم إنتاجها بواسطة ستيف أوكي وبيدوغ. الأغنية تُعتبر أغنية إي دي إم، هيب هوب وتراب وكلماتها تحتفي بإنجازات بي تي أس العديدة.
تلقت الأغنية إجماعاً وإشادات من النُقاد الموسيقيين الذين امتدحوا فيها الإيقاعات والأصوات والأسلوب الموسيقي واختاروها كالأغنية الأكثر تميزاً من الألبوم.
تجارياً، ترسمت «مايك دروب» في المركز 28 في مخطط بيلبورد هوت 100 مُصبحة بذلك أول أغنية لبي تي اس تدخل في التوب 40 في المخطط. كما وصلت للمركز 37 في مخطط كاناديان هوت 100 والمركز 64 في مخطط المملكة المتحدة للأغاني المنفردة. والنسخة اليابانية من الأغنية ترسمت في المركز الأول في كلا مخططي أوريكون للأغاني المنفردة  ومخطط هوت 100 الياباني وكانت ثالث عشر أفضل أغنية مبيعاً في اليابان في 2017. «مايك دروب» حاصلة على شهادة البلاتينيوم من رابطة صناعة التسجيلات الأمريكية وشهادة البلاتينيوم المضاعفة من رابطة صناعة التسجيلات اليابانية.
يوجد فيديوهان موسيقيان لمايك دروب لكلا النسختين الكورية واليابانية وتم إخراج فيديو النسخة الكورية بواسطة Woogie Kim. تم العرض الأول للفيديو الموسيقي في قناة بيغ هيت في يوتيوب في نفس وقت إصدار الأغنية. وتم إصدار الفيديو للموسيقي للنسخة اليابانية في قناة يونيفرسال اليابان في يوتيوب في 5 ديسمبر 2017 ، كلا الفيديوهين يهدفان لعرض تصميم رقصة الأغنية القوي وفي مواقع مختلفة. أدوا بي تي اس الأغنية في عدة برامج موسيقية مثل إم كاونت داون وميوزيك بانك وإنكيغايو كما قاموا بأداء نسخة الريمكس للأغنية في إلين دي جينيريس شو، جيمي كيميل لايف! وبرنامج ساترداي نايت لايف وبرامج أخرى. كما تم تضمينها في قائمة أغان جولة لوف يورسيلف العالمية في 2018-2019 .